# (42301) 2001 UR163
(42301) 2001 UR163 est un objet transneptunien découvert le 21 octobre 2001 par le programme Deep Ecliptic Survey, en résonance 4:9 avec Neptune, son diamètre devrait être de plus de 350 km.